# Bruniaceae
Bruniaceae је породица жбунастих биљака пореклом из Јужне Африке. Они су углавном ограничени на покрајину у Јужноафричкој Републици, али се мали број врста јавља и у Квазулу-Наталу.
У APG II таксономији су сврстане у ред Lamiales, али студија из 2008. сугерише да су сестринска група са Columelliaceae, и APW сајт због тога предлаже да се обе породице сврстају у ред Bruniales.

## Опис
Представници су најчешће жбунови, ређе дрвеће. Лишће је зимзелено, мало, једноставно, спирално распоређено обично у пет редова. Цветови су увек хермафродитни. Појединачни су или груписани у цвасти.

## Родови
Припада им 12 родова са 75 врста:
- -{Audouinia Brongn.
- Berzelia Brongn.
- Brunia Lam.
- Linconia L.
- Lonchostoma Wikstr.
- Mniothamnea (Oliv.) Nied.
- Nebelia Neck. ex Sweet
- Pseudobaeckea Nied.
- Raspalia Brongn.
- Staavia Dahl
- Thamnea Sol. ex Brongn.
- Tittmannia Brongn.}-